# Bric Agnellino
Il Bric Agnellino (1.335 m s.l.m.) è una montagna delle Prealpi Liguri.

## Descrizione

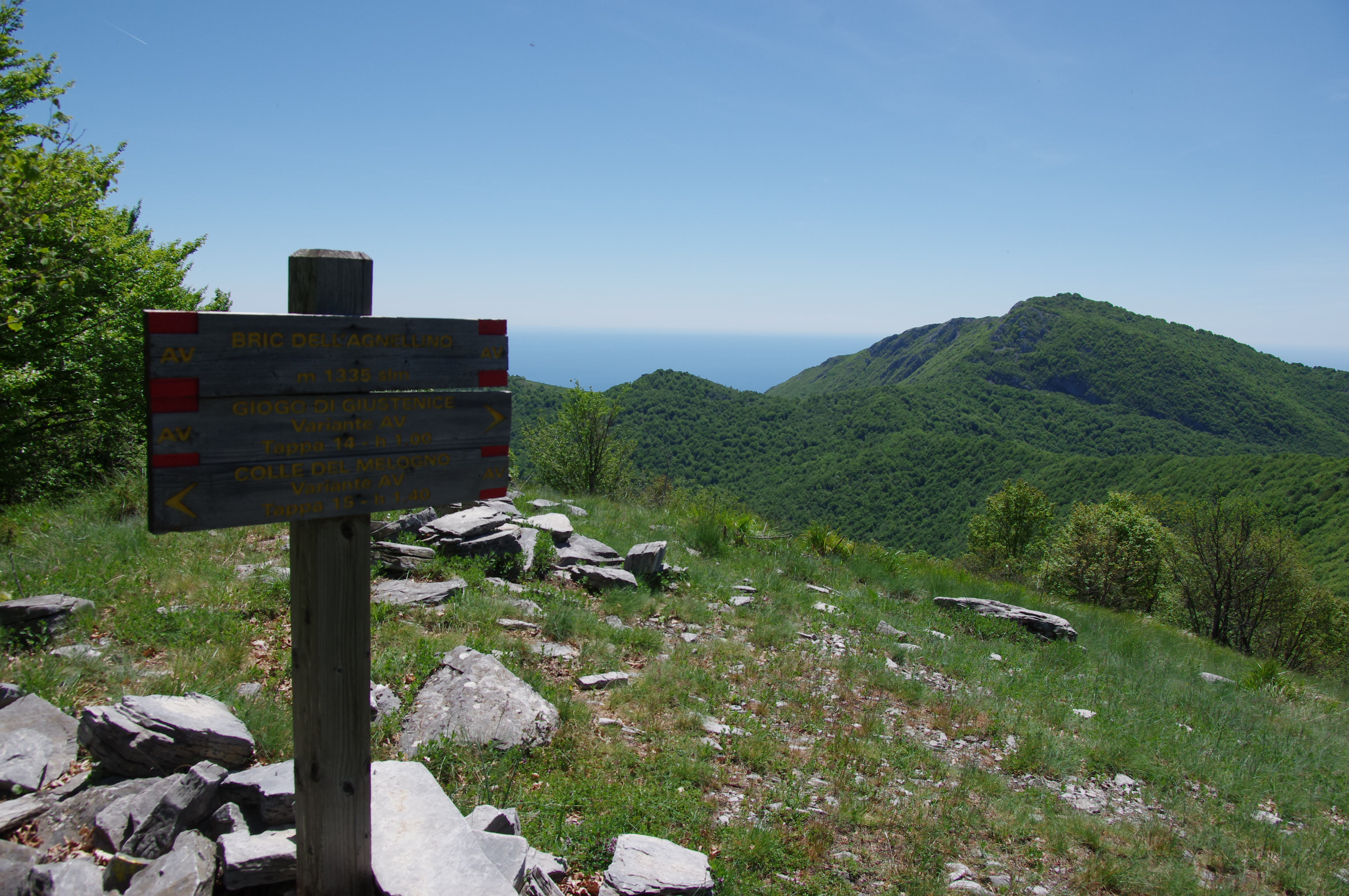
La cima del Bric Agnellino, sullo sfondo il Carmo

Il monte è collocato poco ad ovest del colle del Melogno nelle Prealpi Liguri. La vetta è il punto di unione dei territori comunali di Magliolo, Giustenice e Bardineto, e si trova sulla Catena principale alpina circa a metà strada tra il Colle del Melogno ed il monte Carmo di Loano. Dalla sua cima verso nord-est prima di raggiungere il Melogno lo spartiacque padano/ligure prosegue con il Monte Grosso, il Bric Bedò e il Bric Merizzo, mentre nella direzione opposta il crinale scende al giogo di Giustenice per risalire poi al Monte Carmo. Il Bric Agnellino ha una prominenza topografica di 220 m.

## Storia
La zona del Bric Agnellino fu coinvolta dagli scontri armati legati alla Campagna d'Italia di Napoleone Bonaparte.

## Accesso alla vetta

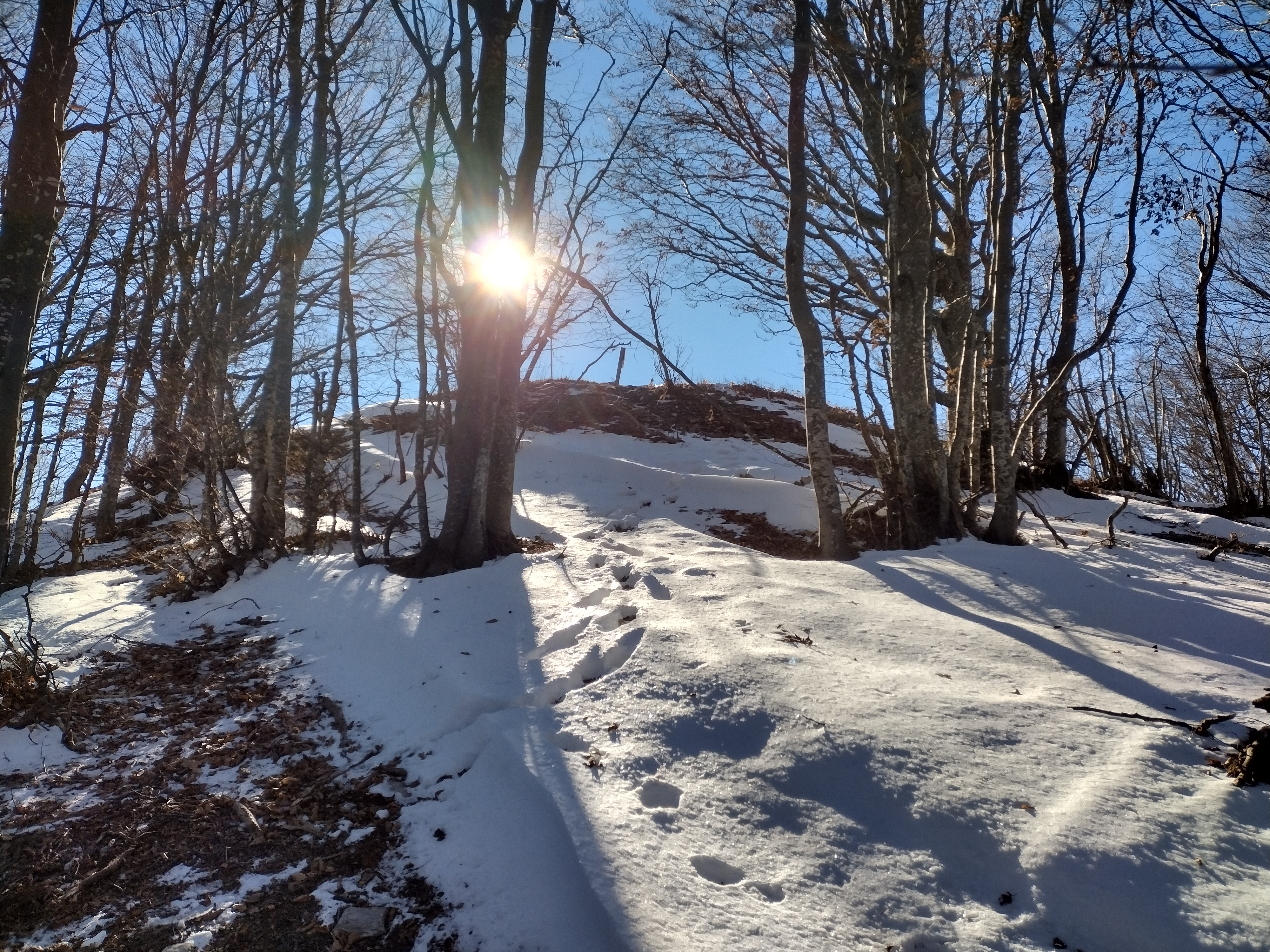
La cima del monte a fine novembre

### Escursionismo
La vetta è raggiungibile con una variante alta dell'alta via dei Monti Liguri, con partenza dal Giogo di Giustenice o dal Colle del Melogno.

### Alpinismo
Sul suo versante orientale è presente una via ferrata (Ferrata degli artisti), che consente di risalire il costone roccioso dei "Balzi Rossi", così chiamato a causa del caratteristico colore delle rocce.

## Tutela naturalistica
La montagna e l'area circostante fanno parte del SIC (Sito di importanza comunitaria) denominato Monte Carmo - Monte Settepani (codice: IT1323112).